# Миљијорини (Гросето)
Миљијорини је насеље у Италији у округу Гросето, региону Тоскана.
Према процени из 2011. у насељу је живело 19 становника. Насеље се налази на надморској висини од 131 м.